# The Spirit Indestructible
The Spirit Indestructible ist das fünfte Studioalbum der portugiesisch-kanadischen Pop-Sängerin Nelly Furtado. Es erschien am 14. September 2012 bei Mosley Music Group und Interscope Records.

## Hintergrund
Das Album wurde von 2009 bis 2012 in verschiedenen Studios aufgenommen, darunter The Orange Lounge (Toronto, Kanada), die 2nd Floor Studios (Fountain Valley, Kalifornien), Instrument Zoo (Miami, Florida), die Estúdios Valentim de Carvalho (Lissabon, Portugal) sowie weitere in New York City, Santa Monica, Los Angeles und Kingston auf Jamaika. Furtado arbeitete zunächst mit Salaam Remi, mit dem sie bereits Mi Plan aufnahm. Die erste Single Big Hoops (Bigger the Better) wurde am 17. April 2012 ausgekoppelt. Am 31. Juli 2012 folgte der Titelsong Spirit Indestructible als zweite europäische Single, am 18. September 2012 Parking Lot als zweite US-amerikanische Single. Am 9. November folgt Waiting For The Night als dritte europäische Single.

## Rezeption
Auf der Seite Metacritic.com erhielt das Album 63 von 100 möglichen Punkten aus 7 Kritiken. Die Webseite Allmusic.com vergab 3,5 von 5 Sternen. Stephen Thomas Erlewine lobte den „menschlichen Stempel“, den das Album aufweise: „And yet for all its contradictions and clumsiness, it's hard not to admire The Spirit Indestructible, for it is that rare thing: a major-label album that bears the unmistakably messy, human stamp of an artist.“
Insgesamt konnten weder das Album noch seine Singles an den Erfolg des englischsprachigen Vorgängers Loose anknüpfen.

## Titelliste
1. Spirit Indestructible – 4:01 (Nelly Furtado, Rodney „Darkchild“ Jerkins)
2. Big Hoops (Bigger The Better) – 3:52 (Nelly Furtado, Rodney „Darkchild“ Jerkins)
3. High Life (feat. Ace Primo) – 4:19 (Nelly Furtado, Rodney „Darkchild“ Jerkins, Niko Warren)
4. Parking Lot – 5:25 (Nelly Furtado, Rodney „Darkchild“ Jerkins)
5. Something (feat. Nas) – 3:35 (Nelly Furtado, Salaam Remi, Nasir Jones)
6. Bucket List – 4:22 (Nelly Furtado, Rodney „Darkchild“ Jerkins)
7. The Most Beautiful Thing (feat. Sara Tavares) – 3:59 (Nelly Furtado, Salaam Remi, Hernst Bellevue)
8. Waiting For the Night – 4:28 (Nelly Furtado, Rodney „Darkchild“ Jerkins)
9. Miracles – 3:26 (Nelly Furtado, Rodney „Darkchild“ Jerkins, Andre Lindal)
10. Circles – 3:51 (Nelly Furtado, Michael Angelakos, Chris Zane)
11. Enemy – 4:18 (Nelly Furtado, Salaam Remi)
12. Believers (Arab Spring) – 4:08 (Nelly Furtado, Rick Nowels)
13. Play – 5:21 (Nelly Furtado, Rick Nowels, Devrim Karaoglu)

## Chartplatzierungen

### Album
| Jahr | Titel                     | Höchstplatzierung, Gesamtwochen, AuszeichnungChartplatzierungen (Jahr, Titel, Platzierungen, Wochen, Auszeichnungen, Anmerkungen) | Höchstplatzierung, Gesamtwochen, AuszeichnungChartplatzierungen (Jahr, Titel, Platzierungen, Wochen, Auszeichnungen, Anmerkungen) | Höchstplatzierung, Gesamtwochen, AuszeichnungChartplatzierungen (Jahr, Titel, Platzierungen, Wochen, Auszeichnungen, Anmerkungen) | Höchstplatzierung, Gesamtwochen, AuszeichnungChartplatzierungen (Jahr, Titel, Platzierungen, Wochen, Auszeichnungen, Anmerkungen) | Höchstplatzierung, Gesamtwochen, AuszeichnungChartplatzierungen (Jahr, Titel, Platzierungen, Wochen, Auszeichnungen, Anmerkungen) | Höchstplatzierung, Gesamtwochen, AuszeichnungChartplatzierungen (Jahr, Titel, Platzierungen, Wochen, Auszeichnungen, Anmerkungen) | Anmerkungen                              |
| Jahr | Titel                     | DE | AT | CH | UK | US | CA | Anmerkungen                              |
| ---- | ------------------------- | --- | --- | --- | --- | --- | --- | ---------------------------------------- |
| 2012 | The Spirit Indestructible | DE3 (5 Wo.)DE | AT8 (4 Wo.)AT | CH3 (10 Wo.)CH | UK46 (1 Wo.)UK | US79 (1 Wo.)US | CA18 (1 Wo.)CA | Erstveröffentlichung: 14. September 2012 |

### Singles
| Jahr | Titel Album                   | Höchstplatzierung, Gesamtwochen, AuszeichnungChartplatzierungen (Jahr, Titel, Album, Platzierungen, Wochen, Auszeichnungen, Anmerkungen) | Höchstplatzierung, Gesamtwochen, AuszeichnungChartplatzierungen (Jahr, Titel, Album, Platzierungen, Wochen, Auszeichnungen, Anmerkungen) | Höchstplatzierung, Gesamtwochen, AuszeichnungChartplatzierungen (Jahr, Titel, Album, Platzierungen, Wochen, Auszeichnungen, Anmerkungen) | Höchstplatzierung, Gesamtwochen, AuszeichnungChartplatzierungen (Jahr, Titel, Album, Platzierungen, Wochen, Auszeichnungen, Anmerkungen) | Höchstplatzierung, Gesamtwochen, AuszeichnungChartplatzierungen (Jahr, Titel, Album, Platzierungen, Wochen, Auszeichnungen, Anmerkungen) | Höchstplatzierung, Gesamtwochen, AuszeichnungChartplatzierungen (Jahr, Titel, Album, Platzierungen, Wochen, Auszeichnungen, Anmerkungen) | Anmerkungen                             |
| Jahr | Titel Album                   | DE | AT | CH | UK | US | CA | Anmerkungen                             |
| ---- | ----------------------------- | --- | --- | --- | --- | --- | --- | --------------------------------------- |
| 2012 | Big Hoops (Bigger the Better) | DE41 (11 Wo.)DE | — | — | UK14 (5 Wo.)UK | — | CA28 (17 Wo.)CA | Erstveröffentlichung: 17. April 2012    |
| 2012 | Spirit Indestructible         | DE23 (9 Wo.)DE | AT41 (6 Wo.)AT | CH32 (7 Wo.)CH | — | — | — | Erstveröffentlichung: 30. Juli 2012     |
| 2012 | Waiting for the Night         | DE26 (8 Wo.)DE | AT73 (1 Wo.)AT | CH29 (7 Wo.)CH | — | — | CA97 (1 Wo.)CA | Erstveröffentlichung: 14. Dezember 2012 |